# プリティーリズム・マイ☆デコレインボーウエディング
『プリティーリズム・マイ☆デコレインボーウエディング』は、タカラトミーアーツより2013年3月20日に発売されたニンテンドー3DS用ゲームソフト。また2013年11月28日に発売された続編『プリティーリズム・レインボーライブ きらきらマイ☆デザイン』、2015年3月19日に発売された『プリパラ&プリティーリズム プリパラでつかえるおしゃれアイテム1450!』についても記載する。以下、各作品を「マイ☆デコレインボーウエディング」・「きらきらマイ☆デザイン」「プリパラでつかえるおしゃれアイテム1450!」と略す。

## 概要
タカラトミーアーツとシンソフィアが共同開発したアーケードゲーム『プリティーリズム』の移植版であるが、ゲームシステムを中心に3DS版独自の要素が盛り込まれている。アーケードゲームでは1プレイごとに筐体から1個排出されるプラスチック製のジュエリーを模したプリズムストーンを組み合わせ、スキャンテーブルに読み取らせてキャラクターの着せ替えを行うが、3DS版ではプレイヤーが入手したパーツを素体となるストーンにデコレーションし、その組み合わせを変えることで衣装が変化する。プロデューサーの加藤は3DS版のコンセプトについて、「筐体版の練習になりつつ、一方で遊んだ感覚を変えることが目標でした」と語っており、アーケードゲームでは服を組み合わせて着せ替え・3DS版ではコーディネートそのものを集めるといった楽しみ方の区別がされている。
プリズムショーのパートはアーケードゲームと基本的に同じであるが、シーズン9〜13（ディアマイフューチャー）で発動するプリズムアクトはなく、シーズン8までと同様にかんぺきジャンプまたはサプライズジャンプを3回以上成功させるとプリズムジャンプに3回連続で挑戦する「アンコール」が発動する。「きらきらマイ☆デザイン」と「プリパラでつかえるおしゃれアイテム1450!」では、アーケードゲーム（セッション03）と同じくかんぺきジャンプまたはサプライズジャンプ1回以上成功で「プリズムライブ」が発動、フィニッシュを含めて最高11連続ジャンプに挑戦できる。プレイヤーキャラクターとバックダンサーで最大3人のキャラクターが登場するアーケード版と違い、3DS版でキャラクターが1人しか登場しないのはグラフィックの劣化を避けるためである。
難易度はアーケードゲームの「かんたん」「ふつう」「むずかしい」「すごくむずかしい」「ノリノリ」に加えて、プリズムジャンプが無くリズムゲームパートのみで構成される「ぜんぶダンス」が追加される。
ストーリーモードの主人公はシリーズ史上初めてとなるキャラクターエディット機能を使用し、名前・顔・髪型・誕生日・イメージブランド（スター・ラブリー・ポップ・フェミニン・エスニック・セクシー・クールの7種類）を設定する。フリーモード「いますぐプリズムショー」ではプレイヤーが作成したオリジナルキャラクター以外にゲーム・アニメと同じプリズムスターが使用可能である。
マイ☆デコレインボーウエディング
世界観はアーケードゲームのシーズン9〜13（テレビアニメ第2期『ディアマイフューチャー』に対応）をベースにしているが、ゲームシステムはシーズン８までにあったアンコールが搭載され、シーズン9〜13のプリズムアクトは無い。また、テレビアニメ第3期『レインボーライブ』のキーパーソンであるりんねが登場し、世界観の異なるタイトル同士の橋渡し的なポジションを担っている。また同じく『レインボーライブ』における重要なアイテムであるセブンスコーデのスタードレス・ラブリードレス・クールドレスがアニメに先駆けて登場している。
同梱特典はアーケードゲーム『プリティーリズム』で使用可能な「P-ウ16★ レインボーウエディング」のプリズムストーン。この他に早期購入特典として、「P-ウ20★ レインボーウエディングネックレス」のプリズムストーンが配布された。
きらきらマイ☆デザイン
ゲームシステムおよび世界観はアーケードゲームセッション01（テレビアニメ第3期『レインボーライブ』に対応）以降の要素が取り入れられている。ストーリーモードには「きらきらマイ☆デザイン」オリジナルのキャラクターとして北条コスモが登場。コスモをイメージしたオリジナルのプリズムジャンプ「かけぬける！コズミックドライブ！」が収録されている。コスモはアーケードゲームには登場していないが、衣装が「レインボー＆ギャラクシー♪コーデセット」として発売されている。ストーリーモードはもう1つあり、『レインボーライブ』に加えてアーケードゲームシーズン4〜13（テレビアニメ第1期『オーロラドリーム』・第2期『ディアマイフューチャー』）のキャラクターが登場する「プリズムオールスターへん」が収録されている。また、キャラクターボイスが全くなかった前作とは異なり、『レインボーライブ』の主要キャラクター7名・赤井めが姉ぇ・コスモにはキャラクターボイスが入っている。
なる・あん・いとのマイソングがアニメ版と同じモーションで収録されており、これらはアーケードゲームには収録されていない。またりんねのマイソング「gift」のダンスは「きらきら☆マイデザイン」が初出で、アーケードゲームにはセッション05から追加された。
初回生産限定特典として「3DS2-03★ ミラクルファンシーレインボードレス」が封入。
プリパラでつかえるおしゃれアイテム1450!
2014年12月13日に幕張メッセで開催されたイベント「プリパラ フェスタinクリスマス」・「プリパラ&プリティーリズム クリスマスパーティー」にて発表された。これまでのシリーズとは異なり、収録される1450種のアイテムを自由に組み合わせてコーデとして使用できる他、ゲーム内で作成したコーディネートをアーケードゲーム『プリパラ』にも読み込ませることができる。
「プリパラ」の名前こそ入っているが、ゲーム自体は「きらきらマイ☆デザイン」のシステムを踏襲しており、「らぁら&プリ☆コレ」と前作「きらきらマイ☆デザイン」（完全移植）の2本が収録されている。「らぁら&プリ☆コレ」モードには、『レインボーライブ』のヒロ・『プリパラ』のらぁらでプレイできるシナリオもある。ヒロはプリティーリズムシリーズではアーケード版・コンシューマ版を通じて男性キャラクターとして初のプレイヤーキャラクターである。なおキャラクターボイスはヒロ・らぁら・クマ・レインボーライブの主要キャラクター7名。
初回生産限定特典はアーケードゲーム『プリパラ』で使用できる「プリズムリンクメモリアルコーデ」のマイチケ3枚とらぁら・ファルルのトモチケ2枚の全5枚（パッケージ版のみ）。

## ゲーム内容
プリズムショーとランウェイバトルのリズムゲーム、マイ☆デコ・マイ☆ドレスデザイン・プリ☆コレなどのコーデ作成の2種類に大別される。プリズムショーの操作方法は赤・青の2種類のボタンを使用するアーケードゲームをベースに、ボタン・タッチパネルそれぞれの左右が割り当てられている。
ローカルプレイやすれちがい通信といった通信機能の実装は、マイ☆デコレインボーウエディングでは開発時間の不足により実現できなかったが、きらきらマイ☆デザインで実装された。ただしアーケードゲームのDuoモードとは違い、互いの得点を競うものである。ランウェイバトルはランウェイに現れるパネルに合わせボタンを押すかタッチパネルの対応する箇所をタッチする。
ストーリーモード
マイ☆デコレインボーウエディングには全24話の「めざせ！プリズムスター」、きらきらマイ☆デザインには全26話の「きらきら！プリズムストーリー！」と全12話の「プリズムオールスターへん」、プリパラでつかえるおしゃれアイテム1450! には「きらきらマイ☆デザイン」のストーリーに加え、全10話の「かしこまっ！らぁらとプリズムストーリー！」が収録されている。シナリオの進行に従って、アーケードゲームやアニメに登場するプリズムスターとプリズムショーやランウェイバトルで対戦し、クリアすることでコーデに必要なアイテムを入手したりモードを開放していく。リズムゲームの前に入るコーディネート（着せ替え）は簡略化されており、事前に作成したコーデを選択すると全てのコーデがセットされるようになっている。
マイ☆デコレインボーウエディングには3DS版オリジナル大会のブロンズ・シルバー・ゴールド・プラチナのスパイラルカップが収録されており、優勝するとスパイラルドレスシリーズが作れるパーツを入手できる。
いますぐプリズムショー
プリズムショーのフリーモード。ショーの成績やストーリーモードの進行状況に応じてステージ・曲（ボーカル）・使用可能なプリズムスターが追加される。
れんしゅうスタジオ
かんぺきジャンプ・サプライズジャンプ・プリズムライブ・ランウェイバトルのみを繰り返し練習できる。
プリズムストーンショップ
3種類のパーツを組み合わせてオリジナルのマイ☆デコストーンを作成する。パーツの組み合わせによりストーンを使用した際のコーデとそれぞれのコーデに対応したジャンププログラムが変化する。マイ☆デコレインボーウエディングでは各ブランドのストーン（素体）にプチデコ（背景）・チャーム（メインのアクセサリ）・フレーム（外周）の3種を組み合わせてコーデを作成する。きらきらマイ☆デザインではあらかじめ用意されたブランド指定のないストーンに最大2個のチャームとフレームを組み合わせることでブランドが変化する形になった。
きらきらマイ☆デザインでは新要素マイ☆ドレスデザインが追加された。3種類の型紙の中から1種類を選び、模様・生地の色・模様の色を決め、仕上げのスタイルを選んでオリジナルの衣装を作ることができる。すれちがい通信に対応しており、すれちがいプロフカードに登録されているコーデを入手することもできる。
カメラであそぶ
AR機能で3DS本体内蔵のカメラを通してプリズムショーを観賞するARプリズムショーと、オリジナルのフレームを使用した写真を撮影するいっしょにプリフォトを遊ぶことが出来る。
QRコードであそぶ
きらきらマイ☆デザインで追加されたモード。マイ☆デコレインボーウエディングではQRコードよみとりモードと呼称されていた。アーケードゲームのQRコードを読み取るとマイ☆デコで使用するパーツが入手でき、アーケードゲームで遊んだコーデを保存できる。保存したコーデはQRコードひょうじで3DS本体に画像を保存できるほか、アーケードゲーム『プリパラ』でも使用できる。
プリ☆コレ
プリパラでつかえるおしゃれアイテム1450! で追加されたモード。トップス・ボトムス・シューズ・アレンジのうちメイクを自由に組み合わせたコーデのQRコードを作成でき、ゲーム内はもちろん、アーケードゲーム『プリパラ』でも使用できる。『プリパラ』にメイクは反映されないが、2014-2015 3rdライブ3月から新カテゴリーメガネが追加され、アレンジのうちメガネは『プリパラ』でも使用可能。2015年3月現在、アーケードゲームでメガネをコーデする方法はプリ☆コレのみである。

## ストーリー
マイ☆デコレインボーウエディング（めざせ！プリズムスター）
プリズムショーの世界に古くから伝わる伝説があった。「レインボーチャーム」に7つのコーデの力を集めると幻のウエディングコーデ「レインボーウエディング」を手にすることができるという。しかし誰も実物を見たことがないため存在すら疑われるようになり、やがて人々の記憶から忘れ去られていった。だがレインボーチャームは「マイ☆デコ」の力を持つスタァが現れるのをずっと待っていたのだった。
ファッションブランドショップ「Prism Stone」を訪れた主人公は、赤井めが姉ぇに「マイ☆デコ」の力を見い出され、「プリズムショーの世界」へと導かれる。そこで対面したペンギン先生から「スタァの輝きを持っている」と言われた主人公はめが姉ぇとペンギン先生からレインボーチャームを託され、レインボーウエディングを甦らせるためにレインボーチャームが失った7つのコーデの輝きを取り戻して欲しいと要請される。こうして主人公はレインボーチャームに輝きを宿すため、ペンギン先生の紹介でプリズムショー専門の芸能事務所「プリティートップ」に入り、そこで知り合った上葉みあをはじめとするPrizmmy☆のメンバーの協力を得ながら、「マイ☆デコ」の力を進化させていくことになる。
そんなある日、主人公とみあはりんねと名乗る不思議な少女と出会う。りんねは「七色へんげ」で自らのキャラクターを自由に変え、どのブランドのコーデでも完璧に着こなすことができる稀有な力の持ち主だった。主人公のプリズムショーを『ハートがキラキラしている』と目を輝かせながら見るりんねだったが、りんねに付き添うピコックと名乗るクジャクは主人公がレインボーチャームを持っていると知ると、レインボーチャームをりんねに渡すように迫る。りんねとのプリズムショー対決に勝った主人公の「マイ☆デコ」の力を目の当たりにし、ピコックはりんねとともに一旦はその場を去るが、りんねとピコックがなぜレインボーチャーム、そしてレインボーウエディングを求めるのかは主人公とみあの中に謎として残された。
りんねに関する謎を残したまま、スパイラルコーデを賭けた大会「スパイラルカップ」シリーズに参加してプリズムショーと「マイ☆デコ」の力に磨きをかけ、さらにプリズムスターとして大先輩のMARsのメンバーが与えるコーデランクテストを受けることでレインボーチャームにコーデの力を集める主人公。その最中、りんねはテレビの記者会見で大々的にプリズムショーデビューを発表し、さらに主人公に対してライバル宣言をする。この会見が巻き起こした混乱の中でりんね・ピコックと会った主人公たちは、ピコックからレインボーチャームを賭けてこのために復活した大会「レインボーカップ」でりんねと対決するように告げられる。そしてりんねが語った『レインボーチャームを手に入れないとわたしは空っぽのまま』という言葉とりんねの悲しげな目は、主人公とみあにさらなる謎を残すのだった。
レインボーカップ優勝を目指し、主人公はさらにプリズムショーの経験値アップと「マイ☆デコ」の力を高めるために、PURETTYのメンバーとのレッスンやせれのんとのプリズムショー対決を経験していく。そんな中、主人公とみあはりんねが「七色へんげ」を使い続けることで本当の自分を見失うのではないかという疑念を抱くとともに、悲しそうな目をする彼女を助け、友達になるためにもっと近づきたいと思うようになる。そんな心情を察したMARsの3人から伝説のジャンプ「オーロラライジング」を伝授された主人公は、りんねにオーロラの光を見せることで心を重ねあわせ、友達になるとともにりんねに秘められていたスターの力を引き出すことに成功する。りんねは主人公たちの前で、今の自分の空っぽな状況と向き合うことを誓い、そんな自分と友達になってくれた主人公に笑顔で感謝の言葉を贈る。
そして迎えたレインボーカップ。ずっと支えてくれたPrizmmy☆の想いがこもったシンフォニアコーデを着用して予選を突破した主人公の前に現れたピコックは、自分たちがみあたちの世界の住人ではないこと、何らかの原因で記憶を失っていること、その記憶を取り戻すためにレインボーチャームおよびレインボーウエディングを求めていることを明かし、りんねは自分と本気でぶつかってほしいと願う。そして決勝、互いのベストを尽くした勝負は主人公が勝利し、同時にレインボーチャームが完成。「マイ☆デコ」の力でレインボーウエディングが出現したが、空に架かった虹に吸い寄せられるように主人公とりんね、ピコックはみあたちの前から姿を消す。
主人公とりんねが現れたのは、めが姉ぇとペンギン先生が待つプリズム空間だった。友達の証として主人公から贈られたレインボーウエディングをまとったりんねは記憶と自分の使命を思い出して笑顔で次の世界へ旅立ち、主人公もまた自分の世界へと戻るのだった。
きらきらマイ☆デザイン
きらきら！プリズムストーリー！
『他の人にはないハートのきらめきを持っている』という理由で赤井めが姉ぇにプリズム空間に呼び寄せられた主人公は、自身が「マイ☆デコ」の力を持っていると告げられ、目的もよく分からないままにめが姉ぇの手で別の世界へ転送される。転送された原宿の町で倒れていたところを「Prism Stone」の店員面接希望者と間違えた店長の彩瀬なるによって「Prism Stone」に連れて行かれた主人公は、初めてのプリズムショーながらも店員採用の審査を受けて合格し、「Prism Stone」の店員としてなるたちとともに働くことになる。
主人公の持つ「マイ☆デコ」の力が有名になり、繁盛する「Prism Stone」にある日突然、「おしゃれ番長」を自称する北条コスモがやって来る。コスモは主人公と「マイ☆デコ」の力に興味を抱きながらもライバル心をあらわにし、主人公に対してどちらかが原宿を自分の色に染め上げる「はらじゅくおしゃれジャック」での勝負を持ちかける。コスモの取り巻きとのプリズムショー対決に勝った主人公に対し、コスモは「マイ☆デコ」の力を認めつつも自分には「デザイン」の力があると言い、勝負に勝った主人公に「デザイン」の方法を教える。一方の主人公は、「デザイン」を教えてくれたお礼としてコスモに「マイ☆デコ」用のパーツをプレゼントするのだった。
こうしてスタートした「はらじゅくおしゃれジャック」。ほとんどがコスモの色に染まっている原宿の街を「Prism Stone」の色に染め上げるため、主人公はなるたちハッピーレイン♪の3人からセブンスジャンプを学び、プリズムショーの大会「ドリーミングセッション」に参加して経験値を積んでいく。そんな中、コスモは「デザイン」という強力な力を持ちながらプリズムショーの大会にはどうして出ないのかという疑問を抱いたなるたちは、「ドリーミングセッション」終了後にコスモから直接『練習とか努力とかダサいことはしたくない』ことと『プリズムショーを今までしたことがない』ことを聞く。最終的には主人公の協力でプリズムショーを躍ることができたコスモだが、学校の授業レベルにまでプリズムショーが浸透しているこの世界でプリズムショーの経験がないとコスモが語ったことが謎として残った。
その後、次の大会「と・き・め・きDaysセッション」の前後で主人公は蓮城寺べるをリーダーとするベルローズの3人からセブンスジャンプを学び、「マイ☆デコ」と「デザイン」の力を高めていく。そして迎えた3つ目の大会「ハートビートセッション」。コスモは今回も大会には参加しないが、その代わりに大会前に「Prism Stone」から姿を消していたりんねを主人公の対戦相手として指名。周囲は驚愕するが、りんねは対戦を通して主人公にスターのセブンスジャンプを伝授する。
大会終了後、りんねを抱き込んだ件でコスモを詰問するべるだが、その前にりんねと並ぶ当代トップレベルのプリズムスター・天羽ジュネが現れる。ジュネは主人公とコスモを「迷い子」と呼び、りんねはそれに引き寄せられたのだと説明。それはコスモも主人公と同じく、別の世界からめが姉ぇに遣わされた存在であることを意味していた。自分と同様に力を持った主人公がこの世界に来た理由を自分の力が足りないからと誤解したコスモは「はらじゅくおしゃれジャック」を放棄してその場から逃げようとするがジュネに咎められ、主人公とのランウェイバトルを通じて困難に立ち向かうハートを感じ、また主人公と自分の力を合わせることの重要性を実感。素直に自分を表現すること、そして物事から目をそらさず、どんな結果になってもぶつかっていくことを決意する。そして主人公とコスモは互いが素晴らしいライバルであり、認め合える親友だと認識しあう。
別れ際にジュネが残した『ライバルはぶつかり合うもの』という言葉にふたりは思い悩むが、なるが機転を利かせて「ウインターホワイトセッション」で自分たちが競い合う姿を見せることによって、ふたりが持っていた抵抗を払拭する。そしていつしか原宿の町は「Prism Stone」の色に染まり、「はらじゅくおしゃれジャック」は主人公の勝利で終わる。しかし、原宿の町にプリズムのきらめきをあふれさせることこそ主人公とコスモがこの世界に降り立った目的であり、目的を達成したふたりは遠からず元の世界に帰らなければならない。この世界を離れる前に自分を変えてくれたこの世界となるたち、そして主人公に対する感謝を表現したいと考えるコスモは、その舞台として「コズミックファイナルライブセッション」を企画。自らもプリズムショーの舞台に立ち、全てに対する感謝を込めて主人公と真剣勝負を繰り広げる。
大会終了後になるたちに別れを告げ、ふたりはめが姉ぇの元へ戻る。コスモとの別れ際、主人公は大会で着用した「デザイン」の力で作ったコーデをストーンにしてコスモに手渡し、コスモもまた主人公から最初に出会った時にもらったパーツを使い、「マイ☆デコ」で作ったドレスを主人公に手渡す。ふたりが元の世界に戻り、なるたちの世界での経験や互いに関する記憶を失ったとしてもなお、ふたりを永遠に繋ぐ友情の証として……。
プリズムオールスターへん
「ドリーミングセッション」が終わり、賑わいを見せる「Prism Stone」。「ドリーミングセッション」で見た「みどりの生きもの」が気になるあんをよそに、主人公は居眠りをしていた。そしてりんねに起こされた主人公の前に、そのみどりの生きもの = ペンギン先生が現れる。『扉が開かない』と騒ぐペンギン先生の前で、りんねに言われるままにプリズムショーをして光の扉を開けた主人公は、りんね・モモと一緒に扉の向こうへ足を踏み入れる。
扉を抜けた先で倒れていた主人公を介抱したのは、上羽みあとヘインだった。セブンスコーデの秘密を知るためにみあたちの世界からなるたちの世界にやってきたと説明するペンギン先生から、主人公たちはセブンスコーデを進化させ、7つのコーデの力を最大限に高めるように依頼される。
なるたちの世界に戻り、イベントをこなしながらセブンスコーデの進化の方法を模索する主人公。そんなある日、みあたちの世界からせれのんの2人がかなめと一緒に「Prism Stone」を訪れ、有無を言わさず主人公を連れて行こうとする。事情が分かっていないなるたちはこれを止めようとするが、結局かなめの気まぐれで、なるたちを含めてその場にいた全員がみあたちの世界に転送されてしまう。
期せずして一堂に会したプリズムスターたち。ペンギン先生は主人公にプリズムショーでスタァたちのきらめきをりんねのハートに届け、レインボーウエディングを出現させることを依頼、主人公はその期待に応え、レインボーウエディングを出現させることに成功する。続けてペンギン先生からさまざまな世界でプリズムのきらめきが少なくなっており、世界の往来はおろかプリズム空間にまで影響が及んでいることを聞いたスタァたちはプリズム空間に赴き、アクシデントに遭いながらもプリズム空間のバグを消去する。しかしこの状況を完全に解決するためには、レインボーウエディングを進化させて伝説のコーデ「ミラクルファンシーレインボードレス」を作ることが必要であった。世界を渡り、心を繋ぐ虹を架けることができるスタァだけが着ることができるこのドレスがあれば全ての世界にプリズムのきらめきが満ちる。過去にペンギン先生がセブンスコーデを進化させるように言ったのもこのためだった。この場にいる世界の違いを越えて出会ったスタァたちの想いを受け、そして違う世界から自分を見守っているであろう最高の親友のことを想いながら主人公はプリズムショーを躍る。ショーが終わるとミラクルファンシーレインボードレスはその姿を現し、世界には再びプリズムのきらめきが満ちたのだった。
原宿の「Prism Stone」。寝ていた主人公はなるに起こされ、我に帰る。そして時を同じくして目を覚ましたモモ。今までの出来事は全て夢なのでは、と思ったモモが見たもの、それは夢の中で見た覚えがあるチャームが付いたストーンだった。

プリパラでつかえるおしゃれアイテム1450!（かしこまっ！らぁらとプリズムストーリー！）
赤井めが姉ぇに導かれた主人公は、プリズム空間で『プリパラ』の世界でライブ中に呼び寄せられた真中らぁらとクマ（声 - 鈴木千尋）と出会う。プリズムショーを勉強してきてほしいとめが姉ぇから依頼された主人公とらぁらは、「オーロラドリーム」・「ディアマイフューチャー」・「レインボーライブ」の各世界を回り、それぞれの世界のプリズムスターたちと交流しながら、プリズムショーの何たるかを学んでいく。

## キャラクター
ストーリーモードにおける主人公の対戦相手であり、協力者。フリーモード「いますぐプリズムショー」ではストーリーモードで条件を満たすと選択・操作が可能になる。キャラクターボイスは「きらきらマイ☆デザイン」以降のみ。
- 赤井めが姉ぇ / システムボイス（声 - 伊藤かな恵）
- りんね（声 - 佐倉綾音）
- Prizmmy☆
  - みあ
  - れいな
  - かりん
  - あやみ
- PURETTY
  - ヘイン
  - シユン
  - チェギョン
  - ソミン
  - ジェウン
- MARs
  - あいら
  - りずむ
  - みおん
- SERENON with K
  - セレナ
  - かのん
  - かなめ
- きらきらマイ☆デザイン
  - コスモ（声 - 山本希望[16]）
  - なる（声 - 加藤英美里）
  - あん（声 - 芹澤優）
  - いと（声 - 小松未可子）
  - べる（声 - 戸松遥）
  - おとは（声 - 後藤沙緒里）
  - わかな（声 - 内田真礼）
  - ジュネ（声 - 宍戸留美）
- プリパラでつかえるおしゃれアイテム1450!
  - ヒロ（声 - 前野智昭）
  - らぁら（声 - 茜屋日海夏）

## 評価
マイ☆デコレインボーウエディング
エンターブレイン『ファミ通』2013年3月28日号（通巻1267号）掲載のクロスレビューでは、40点満点で28点であった。
きらきらマイ☆デザイン
『ファミ通』2013年12月05日号（通巻1303号）クロスレビューで40点満点中31点でシルバー殿堂となっている。